# 中国系オーストラリア人
中国系オーストラリア人（簡体字：华裔澳洲人 、 华裔澳大利亚人）（繁体字：華裔澳洲人 or 華裔澳大利亞人）は中華人民共和国（香港・マカオを含む）、台湾、及びシンガポール、マレーシアなどに家系起源を持つオーストラリア人。2016年のオーストラリアにおける国勢調査によると1,213,903人でありオーストラリア総人口の5.6％にあたりアジア系オーストラリア人の中で最も多数を占める。主にシドニーやメルボルンなどオーストラリアの主要都市に集中している。

## 歴史
中国人のオーストラリア移民の始まりは広東省の広州出身の麦世英がシドニーに定住した1818年が公式の記録である。1851年に金鉱が発見されオーストラリアにゴールドラッシュが起こると広東を中心に中国系移民労働者が相次ぐようになる。同時期に起こった太平天国の乱の影響もあり1854年から1858年の5年間では45,000人が流入、1861年の記録では約39,000人の中国人のオーストラリア定住者が存在し、これは当時のオーストラリア総人口134万8100人のうち2.9％にあたった。イギリス本国は1833年に奴隷制を廃止した事から労働力不足が生じたがアヘン戦争とアロー戦争で清に相次いで勝利し1861年に北京条約を結んだ事でイギリスや海外の商社が中国人を雇用する権利を承認させた事によりアメリカやカナダと共にオーストラリアにも中国人を入植する事が認められたものの、その年のうちにニューサウスウェールズで反中暴動（Lambing Flat Riots）が起こった。1870年代にはビクトリアに続きクイーンズランドや西オーストラリアでも金鉱が発見され、それにともない中国人労働者の苦力も大陸全土に拡散すると中国人をはじめとする有色人種労働者への反発運動が激化、1878年には中国人船員の雇用に対して船員組合がストライキを敢行し1888年には中国人移住制限法が制定され公式での中国人移民が不可となり、1901年にオーストラリアが連邦を結成し、時を同じくして移住制限法が制定されると中国人定住者の人口は低迷した。この白豪主義は1973年の移民法改正まで続く事となる。1975年、オーストラリアで人種差別禁止法が制定されるとベトナム戦争やカンボジア紛争から避難した中国系移民をきっかけに中国人移住者は再び増加傾向となり広東以外の中国人も沢山移住するようになった。1989年に中国本国で天安門事件が起こると当時のオーストラリア首相ボブ・ホークは中国からの留学生をオーストラリアに永住する事を許可され、2000年以降の中国経済の急速な発展に伴い中国からの移民が都市部を中心に爆発的に増加していった。

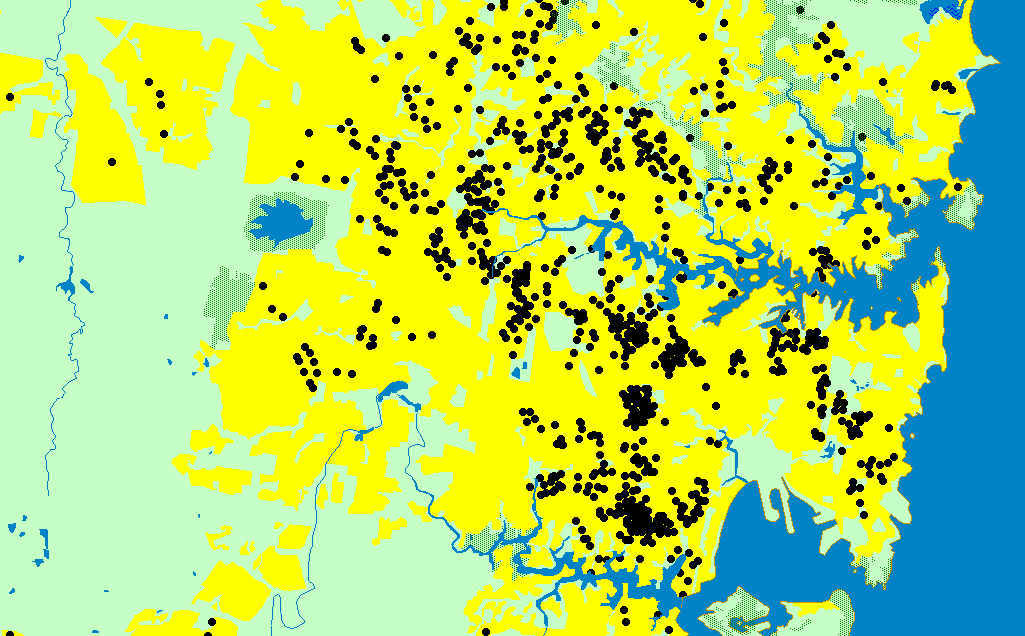
一点は中国本土（香港とマカオを除く）生まれのシドニー居住者100人

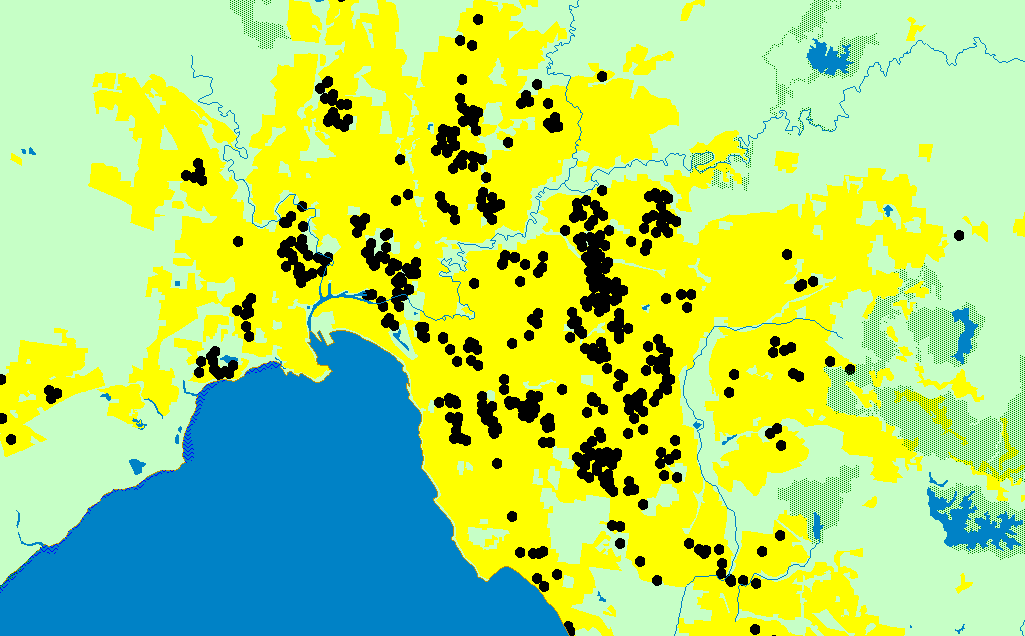
一点は中国本土（香港とマカオを除く）生まれのメルボルン居住者100人

| 都市       | 人口(2016年調査） | %    | 人口(2021年調査） | %    |
| ---------- | ----------------- | ---- | ----------------- | ---- |
| シドニー   | 487,976           | 10.8 | 552,680           | 10.6 |
| メルボルン | 356,324           | 8.5  | 409,285           | 8.3  |
| ブリスベン | 99,593            | 4.7  | 117,496           | 4.7  |
| パース     | 99,229            | 5.5  | 112,293           | 5.3  |
| アデレード | 50,216            | 4.1  | 56,788            | 4.1  |
| キャンベラ | 22,445            | 6    | 26,031            | 5.7  |